# کریستینا آگیلرا (آلبوم)
کریستینا آگیلرا (به انگلیسی: Christina Aguilera) نخستین آلبوم استودیویی خواننده آمریکایی کریستینا آگیلرا است که در ۲۴ اوت ۱۹۹۹ منتشر شد.